# Список національних і природних парків Хорватії

Карта національних і природних парків Хорватії

Список національних і природних парків Хорватії:
Найважливішими природними пам'ятками Хорватії, що перебувають під захистом, є вісім національних парків та одинадцять природних парків. Загальна площа національних парків - 994 км ², з яких 235 км ² припадають на водну поверхню.

## Статистичні дані
| Природна пам'ятка     | Площа         | % території країни |
| --------------------- | ------------- | ------------------ |
| 8 Національних парків | 93 181,48 га  | 1,063 %            |
| 11 Природних парків   | 325 447,38 га | 3,713 %            |
| Спеціальні заказники  | 27 796,50 га  | 0,317 %            |
| разом:                | 446 425,36 га | 5,093 %            |

## Національні парки
| № | Назва парку                                          | Дата отримання статусу | Розташування                                            | Зображення |
| - | ---------------------------------------------------- | ---------------------- | ------------------------------------------------------- | ---------- |
| 1 | Плитвицькі озера                                     | 1949                   | Динарські Альпи, на південь від міста Слунь             |            |
| 2 | Паклениця                                            | 1949                   | Південна частина Велебіту, на північний схід від Задару |            |
| 3 | Рісняк [Архівовано 27 липня 2011 у Wayback Machine.] | 1953                   | Горскі Котар, на північний захід від Делніце            |            |
| 4 | Млет                                                 | 1960                   | Острів у південній Далмації                             |            |
| 5 | Корнати                                              | 1964                   | Архіпелаг в центральній Далмації                        |            |
| 6 | Бріуни [Архівовано 2 липня 2012 у WebCite]           | 1983                   | Архіпелаг біля узбережжя Істрії                         |            |
| 7 | Крка                                                 | 1985                   | Долина річки Крка між містами Книн та Скрадин           |            |
| 8 | Північний Велебіт                                    | 1999                   | Північна частина Велебіту, на південь від Сеня          |            |

## Природні парки
| №  | Назва парку                                                   | Розташування                                                                           | Зображення |
| -- | ------------------------------------------------------------- | -------------------------------------------------------------------------------------- | ---------- |
| 1  | Копачкі-Ріт [Архівовано 10 грудня 2002 у Wayback Machine.]    | Неподалік від міста Осієк, на кордоні з Сербією, поруч з місцем впадання Драви в Дунай |            |
| 2  | Папук [Архівовано 25 січня 2021 у Wayback Machine.]           | Гірський хребет в Славонії поруч зі Слатиною та Даруваром                              |            |
| 3  | Лонське поле [Архівовано 11 липня 2011 у Wayback Machine.]    | Поруч з містом Сисак, вздовж річки Сава                                                |            |
| 4  | Медведниця [Архівовано 19 червня 2010 у Wayback Machine.]     | На північ від Загреба                                                                  |            |
| 5  | Жумберак [Архівовано 21 липня 2011 у Wayback Machine.]        | Хорватсько-словенський парк. Найближчі міста - Ново Место та Самобор                   |            |
| 6  | Учка [Архівовано 3 березня 2011 у Wayback Machine.]           | Найвищий гірський масив півострова Істрія                                              |            |
| 7  | Велебіт [Архівовано 21 липня 2011 у Wayback Machine.]         | Гірський хребет уздовж Адріатичного узбережжя                                          |            |
| 8  | Вранське озеро [Архівовано 25 червня 2011 у Wayback Machine.] | Найбільше озеро країни, неподалік від Біоград-на-Мору                                  |            |
| 9  | Телащиця [Архівовано 21 червня 2011 у Wayback Machine.]       | Парк розташований на острові Дугі-Оток                                                 |            |
| 10 | Біоково [Архівовано 21 липня 2017 у Wayback Machine.]         | Гірське пасмо біля міста Макарска                                                      |            |
| 11 | Ластово [Архівовано 18 березня 2022 у Wayback Machine.]       | Найпівденніший острів Хорватії                                                         |            |